# Eom Tae-goo

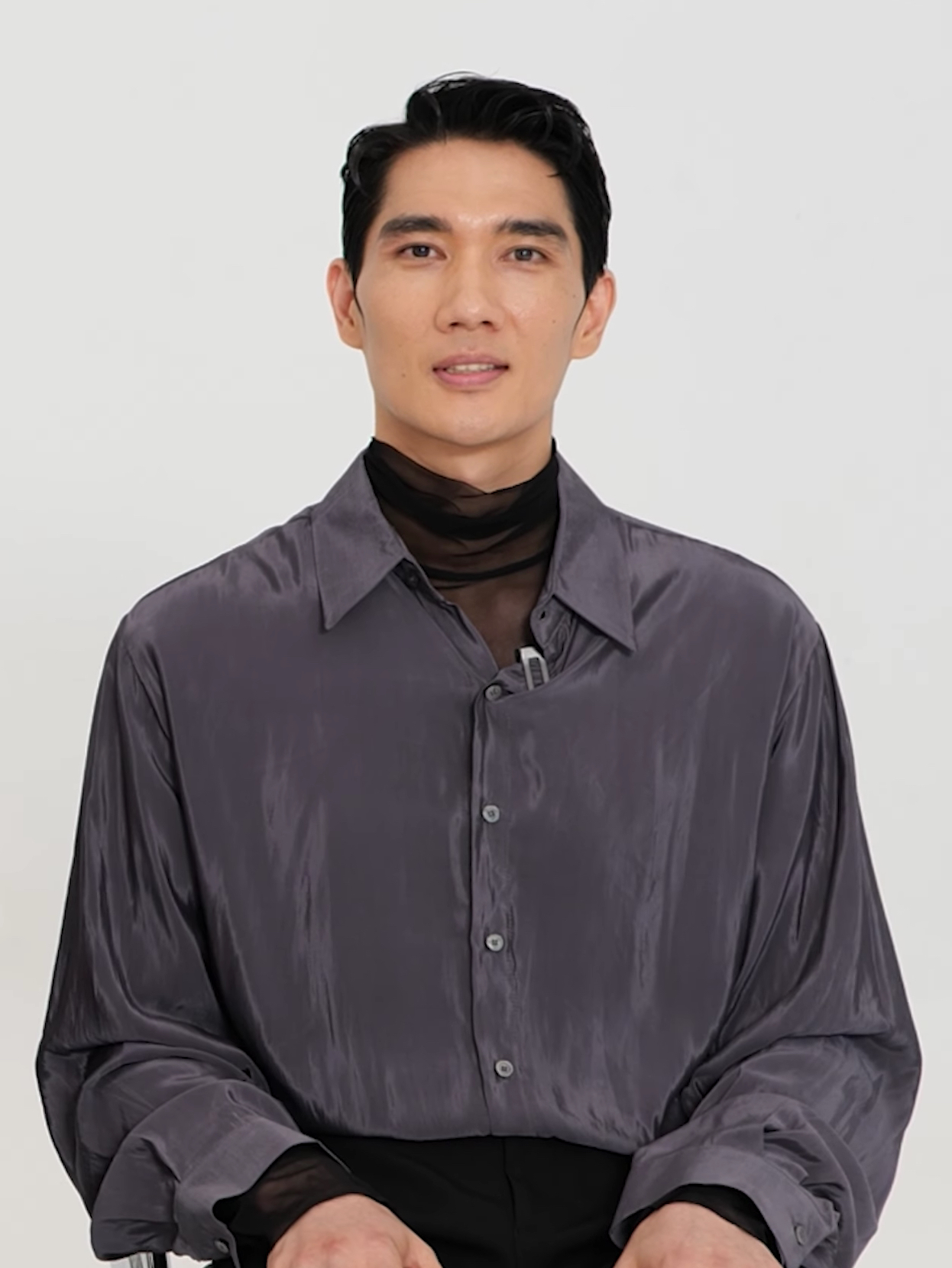
Eom Tae-goo, 2021

Eom Tae-goo (* 9. November 1983) ist ein südkoreanischer Schauspieler.

## Leben
Eom Tae-goo schloss die Konkuk University an der Film-Fakultät ab. Er gab sein Schauspieldebüt 2007 in dem Horrorfilm Epitaph. Er erhielt mehrere kleinere Rollen in Film und Fernsehen. Größe Rollen erhielt er in der Horror-Liebeskomödie Spellbound, dem Rachethriller Azooma und eine Hauptrolle in der Independentproduktion Choked. Eine weitere Hauptrolle folgte 2013 in dem Indiefilm INGtoogi: The Battle of Internet Trolls. Bekanntheit erlangte er vor allem durch die Filme Coin Locker Girl (Chinatown), Veteran – Above the Law, The Age of Shadows und The Great Battle. 2019 folgte mit My Punch-Drunk Boxer eine weitere Hauptrolle in einem Independentfilm an der Seite von Lee Hye-ri. 2020 spielt er die Hauptrolle an der Seite von Jeon Yeo-been in Park Hoon-jungs Film noir Night in Paradise, der seine Weltpremiere auf den Filmfestspielen von Venedig feiert.
Sein älterer Bruder ist der Filmregisseur Eom Tae-hwa.

## Filmografie (Auswahl)

### Filme
- 2007: Epitaph (기담)
- 2009: Insadong Scandal (인사동 스캔들)
- 2010: I Saw the Devil (악마를 보았다)
- 2010: Midnight FM (심야의 FM)
- 2010: Oki’s Movie (옥희의 영화)
- 2011: Spellbound (오싹한 연애)
- 2012: Choked (가시)
- 2013: INGtoogi: The Battle of Internet Trolls (잉투기)
- 2015: Coin Locker Girl (차이나타운)
- 2015: Veteran – Above the Law (베테랑)
- 2016: The Age of Shadows (밀정)
- 2016: Vanishing Time: A Boy Who Returned (가려진 시간)
- 2017: A Taxi Driver (택시운전사)
- 2018: Adulthood (어른도감)
- 2018: The Great Battle (안시성)
- 2019: My Punch-Drunk Boxer (판소리 복서)
- 2020: Night in Paradise (낙원의 밤)

### Fernsehserien
- 2019: Save Me 2 (구해줘 2)
- 2024: My Sweet Mobster (놀아주는 여자)
- 2024: Light Shop (조명가게)